# Kollumer Kanaal
Het Kollumer Kanaal is een kanaal ten oosten van Kollum in de gemeente Noardeast-Fryslân in de Nederlandse provincie Friesland. Het kanaal heeft een lengte van ongeveer 2 kilometer en verbindt de Stroobossertrekvaart in het zuiden met de Zijlsterrijd en de Dwarsried in het noorden. Over de Zijlsterrijd kan het Lauwersmeer worden bereikt. De eerste plannen voor het kanaal dateren uit het einde van de 19e eeuw. Het tracé van het kanaal werd decennialang bewust vrijgehouden van bebouwing. Eind jaren 1980 werden voldoende gelden gevonden voor het graven van het kanaal, toen het Ministerie van Defensie bereid bleek om de grond aan te kopen voor het bouwrijp maken van de nieuwe oefenterreinen bij de Lauwersmeer. De graafwerkzaamheden en de bouw van de bruggen eroverheen begon in 1990. In 1995 werd het kanaal opengesteld. Het kanaal is met name bedoeld voor de pleziervaart.
Parallel aan het Kollumer Kanaal loopt ten westen door het dorp de Kollumer Trekvaart, een kort kanaaltje tussen de Stroobossertrekvaart in het zuiden en de Zijlsterrijd in het noorden, dat in de 16e eeuw werd gegraven.